# Susanne Ebbinghaus
Susanne Ebbinghaus (* 25. Juni 1969 in Freiburg im Breisgau) ist eine deutsche Klassische Archäologin.
Susanne Ebbinghaus studierte Klassische Archäologie, Alte Geschichte sowie Frühchristliche und Byzantinische Kunstgeschichte an der Universität Freiburg. 1991 wechselte sie an die University of Oxford, wo sie 1993 für ihre Studien in Classical and Near Eastern Art and Archaeology ihren Mastertitel erlangte und 1998 bei John Boardman promoviert wurde.
Für 1999/2000 wurde ihr das Reisestipendium des Deutschen Archäologischen Instituts zuerkannt, das sie jedoch nicht annahm. Danach war sie Mitarbeiterin des Lexicon Iconographicum Mythologiae Classicae in Basel und des Antiquities Department des J. Paul Getty Museums in Malibu. Seit 2006 ist Ebbinghaus als Nachfolgerin von David Gordon Mitten Leiterin der Antikenabteilung  (George M. A. Hanfmann Curator of Ancient Art) am Arthur M. Sackler Museum der Harvard University, wo sie zudem am Department of the Classics Klassische Archäologie lehrt.
Ebbinghaus beschäftigt sich wissenschaftlich mit dem kulturellen Austausch zwischen Griechenland und dem Vorderen Orient im ersten Jahrtausend vor Christus, insbesondere zum Einfluss Vorderasiens auf die Insel Samos in der archaischen Zeit. Sie forscht zu Rhyta und tierförmigen Vasen im Achämenidenreich, zur antiken Polychromie, Metallfertigungstechniken und zur Bedeutung des Austausches von Geschenken.